# تپه سیلک در عصر آهن
یکی از قدیمی‌ترین واحدهای مسکونی که به دست بشر ایجاد شده در دشت تپه سیلک واقع در نزدیکی کاشان کشف شده‌است. مطابق دانشمندان زمین‌شناسی هنگامیکه نواحی شمالی دنیای قدیم را یخچال‌های دائمی فراگرفته بود در ایران بارانهای بسیار شدید و سیلاب‌های فراوان دائمی وجود داشت. دریاچه‌های بزرگ که از سیلاب‌ها تشکیل شده بود در ناحیه کویری امروزی قرار داشت. ناحیهٔ کاشان در نزدیکی همین کویر قرار دارد. پس از مدتی دریاچه‌ها به جلگه‌ها و جویباری‌هایی که محل مناسب برای کشاورزی و زندگی بود پدید آمد. در این جلگه‌های کوچک آثار انسان‌های اولیه را که با استفاده از محصولات و فرآورده‌های زمین (گیاهان خودرو) و شکار حیوانات، غذای خود را تأمین می‌کردند و فاقد خانه بودند، می‌توان یافت. به تدریج که جلگه‌ها مبدل به شوره زارها شدند، ساکنین هم برای دسترسی به نواحی آب خیز به مناطق دیگری مهاجرت کردند. در همین زمان است که تپه‌های شمالی سیلک مورد سکونت قرار گرفتند. مردم ساکن این تپه، خانه‌هایشان را به شکل کلبه‌های چوبی می‌ساختند که آثار آن امروزه در عمیق‌ترین طبقات این تپه نمایان است. آنان حیوانات اهلی به ویژه بز و گوسفند تربیت می‌کردند. به تدریج کلبه‌های چوبی آن‌ها به خانه‌هایی از گل و در دوره‌های بعد به خشت تبدیل شد. همچنین وجود صدف‌های دریایی ویژهٔ خلیج فارس و سنگ‌های رنگین ویژهٔ اطراف مشهد ثابت می‌نماید که این مردم با نواحی دور دست نیز رفت و آمد داشته‌اند.
به علتی نا معلوم، این مردم، این محل را ترک کرده‌اند که این امر ممکن است ناشی از حادثهٔ فوق‌العاده‌ای نظیر زلزله یا جنگ یا چیزی از این قبیل بوده باشد. ولی مجدداً باقیماندهٔ ساکنین سیلک زندگی را از سر گرفته دوره سوم را تشکیل داده‌اند.
سیلک (در عصر آهن) از دو تپهٔ شمالی و جنوبی تشکیل شده‌است. در تپهٔ شمالی که زودتر مورد سکونت انسان قرار گرفته دو طبقه متمایز تشخیص داده شد. سیلک از سه دوره تشکیل شده‌است بطوری‌که ساکنان تپه شمالی در پایان دورهٔ دوم به محل تپهٔ جنوبی نقل مکان کردند و دورهٔ سوم سیلک در محل جدید آغاز گردید. در اواخر دورهٔ سوم، ایلامی‌ها با هجوم به سیلک و آتش زدن، آنجا را ویران کردند که این از لایهٔ از خاکستر کاملاً مشهود است.

## تدفین مردگان
تپه شمالی دو طبقهٔ متمایز دارد که طبقهٔ اول آن به پنج طبقهٔ فرعی دیگر تقسیم می‌شود. در دو طبقهٔ اول و دوم مردگان را با محلولی از گل اخرا می پوشانیدند و سپس داخل روستا، زیر منازل دفن می‌کردند (با حالتی چمباتمه زده)؛ گاهی هم اشیاء زینتی کوچک همراه جسد قرار می‌دادند. در طبقات سوم و چهارم، مردگان را با همان حالت طبقه اول و دوم دفن می‌کردند با این تفاوت که در این دوره اشیاء زیادتری در قبرهایشان قرار می‌دادند؛ بطوری‌که این اشیاء در طبقهٔ چهارم از طبقهٔ سوم بیشتر است.
در طبقهٔ پنجم، دیگر مردگان را زیر خانه‌ها دفن نمی‌کردند، بلکه برای آن‌ها گورستانی در فاصلهٔ ۱۵۰ متری از تپه اختصاص داده‌اند. در این گورستان که طبقهٔ پنجم سیلک یا گورستان الف نامیه می‌شود، مردگان را در گودال‌هایی که کنده‌اند، دفن کرده‌اند و آن‌ها را ار به پهلو خوابانیده‌اند و کمی از زانوهایشان را خم کرده و در اطراف سرشان اشیاء متعددی قرار داده‌اند. باید توجه داشت که منظور از طبقات، دوره‌های مشخصی از زمان می‌باشد. در تپه جنوبی هم گورستانی است که آن را جزء طبقه ششم به‌شمار آورده و به گورستان ب معروف است.